# Distrito electoral de Washington (condado de Jefferson, Nebraska)
Washington (en inglés: Washington Precinct) es un distrito electoral ubicado en el condado de Jefferson en el estado estadounidense de Nebraska. En el Censo de 2010 tenía una población de 127 habitantes y una densidad poblacional de 1,36 personas por km².

## Geografía
Washington se encuentra ubicado en las coordenadas 40°18′23″N 97°11′54″O / 40.30639, -97.19833. Según la Oficina del Censo de los Estados Unidos, Washington tiene una superficie total de 93.28 km², de la cual 92.77 km² corresponden a tierra firme y (0.55%) 0.52 km² es agua.

## Demografía
Según el censo de 2010, había 127 personas residiendo en Washington. La densidad de población era de 1,36 hab./km². De los 127 habitantes, Washington estaba compuesto por el 100% blancos, el 0% eran afroamericanos, el 0% eran amerindios, el 0% eran asiáticos, el 0% eran isleños del Pacífico, el 0% eran de otras razas y el 0% pertenecían a dos o más razas. Del total de la población el 0% eran hispanos o latinos de cualquier raza.